# Брем Стокер
Брем Стокер (англ. Abraham «Bram» Stoker; 8 листопада 1847, Дублін, Ірландія — 20 квітня 1912, Лондон) — ірландський письменник. Найвідоміший роман — «Дракула», який був неодноразово екранізований.

## Біографія
Абрахам «Брем» Стокер народився 8 листопада 1847 року в Дубліні. У дитинстві через хворобу він до семи років не міг вставати й ходити. Ця обставина залишила слід у творчості письменника — граф Дракула, персонаж його головного роману, багато часу проводить уві сні. Проте, подолавши хворобу, Стокер під час навчання в університеті Дубліна був хорошим футболістом і легкоатлетом.
Після закінчення з відзнакою математичного факультету Триніті-коледжу Стокер тривалий час працював на державній службі, одночасно виступаючи на сторінках дублінської газети «The Evening Mail» як журналіст і театральний критик. У цей час у нього зав'язалися дружні стосунки з англійським актором Генрі Ірвінгом. 1878 року Ірвінг запропонував Стокеру стати директором-розпорядником театру «Ліцеум» (Lyceum Theatre), і Стокер переїхав до Лондону. Протягом 27 років Стокер був менеджером Ірвінга до самої його смерті в 1905 році. Стокер важко переживав смерть друга — з ним стався удар, і цілу добу він не приходив до тями.
Дружба з Ірвінгом допомогла Стокеру увійти у вищий світ Лондону й познайомитися з Артуром Конан Дойлем та Джеймсом Вістлером. Стокер був одружений з Флоренс Белком, у яку був закоханий Оскар Уайльд.
Стокер є автором безлічі творів, але славу йому приніс тільки роман «Дракула», опублікований у 1897 році і написаний під впливом творчості Джозефа Шерідана Ле Фаню (1814—1873) і його готичної вампірської новели «Кармілла» (1872). Над романом Стокер працював вісім років, вивчаючи європейський фольклор і легенди про вампірів.
Син Брема Стокера та його дружини Флоренс Белкхем, Ірвінг Ноель Торнлі Стокер, народився 31 грудня 1879 року, а помер 16 вересня 1961 року, Острів Вайт, Велика Британія.
Брем Стокер помер у Лондоні 20 квітня 1912 року через прогресуючий параліч.

## Вшанування пам'яті
8 листопада 2012 року Google відзначив 165 років від дня народження Брема Стокера святковим логотипом. Він розмістив на головній сторінці дудл у вигляді картини за сюжетом найпопулярнішого роману автора. Літери зі слова «Google» використано з обкладинки першого видання «Дракула», опублікованого в 1897 році.

### Романи і новели
- 1875 — Проїзд Прімроуз (англ. The Primrose Path);
- 1890 — Перевал змії (англ. The Snake's Pass);
- 1891 — Сім золотих ґудзиків (англ. Seven Golden Buttons)[a];
- 1895 —
  - Води Моу (англ. The Watter's Mou);
  - Плече Шасти (англ. The Shoulder of Shasta);
- 1897 — Дракула (англ. Dracula);
- 1898 — Міс Бетті (англ. Miss Betty);
- 1902 — Таємниця моря (англ. The Mystery of the Sea);
- 1903 — Скарб семи зірок (англ. The Jewel of Seven Stars);
- 1905 — Брама життя (англ. The Man)[b];
- 1908 — Леді Етлін (англ. Lady Athlyne);
- 1909 — Дама в савані (англ. The Lady of the Shroud);
- 1911 — Лігво білого хробака (англ. The Lair of the White Worm).

### Збірники оповідань
- 1881 — Під заходом (англ. Under the Sunset)[c];
- 1908 — Занесені снігом (англ. Snowbound: The Record of a Theatrical Touring Party);
- 1914 — Гість Дракули та інші дивні розповіді (англ. Dracula's Guest and Other Weird Stories).

### Оповідання поза збірками
- 1872 — Кришталева чаша (англ. The Crystal Cup).

### Нон-фікшн
- 1879 — Обов'язки дрібних клерків в Ірландії (англ. The Duties of Clerks of Petty Sessions in Ireland);
- 1906 — Приватні спогади про Генрі Ірвінга (англ. Personal Reminiscences of Henry Irving);
- 1910 — Знамениті ошуканці (англ. Famous Impostors);
- 1998 — Великі історії про привидів (англ. Great Ghost Stories)[d].

## Екранізації
- 1922 — «Носферату. Симфонія жаху» (реж. Фрідріх Мурнау)
- 1931 — «Дракула» (реж. Тод Броунінг та Карл Фройнд)
- 1931 — «Дракула» (реж. Джордж Мелфорд)
- 1958 — «Дракула» (реж. Теренс Фішер)
- 1968 — «Дракула повстав з могили» (реж. Фредді Френсіс)
- 1970 — «Шрами Дракули» (реж. Рой Бейкер)
- 1971 — «Кров з гробниці мумії» (реж. Майкл Каррерас)
- 1972 — «Дракула, рік 1972» (реж. Алан Гібсон)
- 1976 — «Дракула — батько і син» (реж. Едуар Молінаро)
- 1978 — «Носферату — привид ночі» (реж. Вернер Герцог)
- 1979 — «Дракула» (реж. Джон Бедем)
- 1980 — «Воскресіння з мертвих» (реж. Майк Ньюелл)
- 1985 — «Гробниця» (реж. Фред Олен Рей)
- 1988 — «Лігво білого черв'яка» (реж. Кен Рассел)
- 1988 — «Носферату у Венеції» (реж. Клаус Кінскі та ін.)
- 1992 — «Дракула Брема Стокера» (реж. Френсіс Форд Коппола)
- 1995 — «Щурові похорони за Бремом Стокером» (реж. Ден Голден)
- 1995 — «Дракула: Мертвий і задоволений цим» (реж. Мел Брукс)
- 1998 — «Зодчий тіней» (реж. Джеймі Діксон)
- 2000 — «Дракула 2000» (реж. Патрік Люссьє)
- 2006 — «Відвідини Дракулової родини» (реж. Монік Брет)
- 2012 — «Дракула 3D» (реж. Даріо Ардженто)
- 2013—2014 — «телесеріал Дракула» (різні режисери)
- 2014 — «Дракула. Невідома історія» (реж. Гарі Шор)
- 2020 — «Дракула» (реж. Марк Гетісс, Стівен Моффат)
- 2023 — «Ренфілд» (реж. Кріс Маккей)
- 2023 — «Остання подорож „Деметра“» (реж. Андре Овредал)

- 2024  — «Носферату» (реж. Роберт Еґґерс)
- 2025  — «Дракула: Історія кохання» (реж. Люк Бессон)

## Виноски
1. ↑  Написано у 1891 році, багато матеріалів повторно використано в «Міс Бетті», опубліковано посмертно у 2015 році
2. ↑  Вийшов також як «The Gates of Life»
3. ↑  Вісім казок для дітей.
4. ↑  Складено Пітером Глассманом (англ. Peter Glassman), ілюстровано Баррі Мозером (англ. Barry Moser).